# Бархатные гекконы
Бархатные гекконы, или жирнохвостые гекконы, или ёдуры (лат. Oedura), — род ящериц семейства Diplodactylidae подотряда гекконообразных. Обитают в восточной и северной Австралии и только ареал мраморного бархатного геккона (Oedura marmorata) охватывает почти всю Австралию, кроме крайних южных районов, хотя распространён этот вид очень спорадически. Длина тела без хвоста от 6—7 см (Oedura jowalbinna) до 11 см (Oedura marmorata). Окраска неяркая, маскирующая, жёлтых, бурых, серых и зеленоватых тонов с тёмными и светлыми поперечными полосами и мелкими пятнами. У некоторых видов светлые пятна окружены тёмными кольцами. Ведут в основном ночной древесный образ жизни. Размножаются откладыванием яиц, в кладке всегда только два яйца.

## Виды
В роде Oedura 9 видов:
- Oedura castelnaui — Северный бархатный геккон[5]
- Oedura coggeri — Ёдура[2], или бархатный геккон[2]
- Oedura filicipoda
- Oedura gemmata — Жёлто-коричневая ёдура[2]
- Oedura gracilis
- Oedura jowalbinna
- Oedura marmorata — Мраморный бархатный геккон[5]
- Oedura monilis — Глазчатый бархатный геккон[5]
- Oedura tryoni — Пятнистый бархатный геккон[2]